# Toma (serie televisiva)
Toma è una serie televisiva trasmessa tra il 1973 ed il 1974 dall'ABC. 
In Italia è andata in onda per la prima volta il 29 maggio 1976 su Rai 1.

## Ispirazione
Sono raccontate le imprese, ispirate a fatti di cronaca realmente accaduti, del detective della polizia di Newark David Toma, particolarmente distintosi come "maestro del travestimento" e per l'efficacia della sua azione di contrasto al narcotraffico, peraltro svolta senza mai fare uso delle armi).